# Šmalkaldská válka
Jako šmalkaldská válka (německy Schmalkaldischer Krieg) se obvykle označuje období nepokojů mezi lety 1546 a 1547 na území Svaté říše římské, případně krátký konflikt z roku 1552 bývá někdy označován jako druhá šmalkaldská válka. Tyto nepokoje probíhaly mezi císařem Karlem V. a protestantskými říšskými knížaty. V této válce sice vyhrál císař Karel, ale toto vítězství nedokázalo zvrátit postup reformace a vydání augšpurského míru v roce 1555, který považoval Karel za tak velkou prohru, že odstoupil z politického života.
Válka samotná měla i jistý dopad na země Koruny české, protože český král Ferdinand I. požádal české stavy, aby svolaly zemskou hotovost na pomoc císaři Karlu, jeho bratrovi, ti však odmítli a následně po katolickém vítězství byli za toto rozhodnutí nuceni k určitým mocenským ústupkům, což se dotklo především městského stavu.

## Šmalkaldský spolek

Šmalkaldský spolek

V prosinci 1530 utvořilo v Šmalkaldech devět protestantských knížat a jedenáct říšských měst takzvaný Šmalkaldský spolek na obranu proti každému útoku na protestantskou víru a politickou samostatnost ze strany císaře Karla V. a katolických stavů. Za náčelníky byli zvoleni Jan Fridrich, kurfiřt saský, a Filip, lankrabě hesenský. Členové spolku navázali hned styky s Francií a Anglií, odepřeli Karlu V. pomoc proti Turkům a neuznali jeho bratra Ferdinanda I. za římského krále, takže Karel V. byl nucen 23. července 1532 povolit náboženský norimberský mír.
Moc spolku pak neustále vzrůstala, neboť s rozmachem protestantismu přibývalo i spolku nových členů. Ti postupovali společně v náboženských otázkách a pořádali roku 1537 ve Šmalkaldech schůzi, na níž byly podepsány šmalkaldské články a bylo usneseno neobeslat žádný koncil mimo svatou říši. Tím se přiostřil poměr obou náboženských stran, zejména když katoličtí stavové pod vedením Bavorska utvořili 10. června 1538 „norimberský spolek“. Když pak císař ukončil války s Francií a Turky, chystal se definitivně ukončit náboženské spory pomocí tridentského koncilu. Protože členové Šmalkaldského spolku svoji účast odepřeli, rozhodl se císař zlomit jejich odpor válkou. Tajnými smlouvami si zajistil podporu katolických stavů i protestantského vévody Mořice Saského, jehož ustanovil vykonavatelem říšské klatby, která byla vyhlášena roku 1546 v Řezně. Tím začala šmalkaldská válka.

## Válka 1546–1547

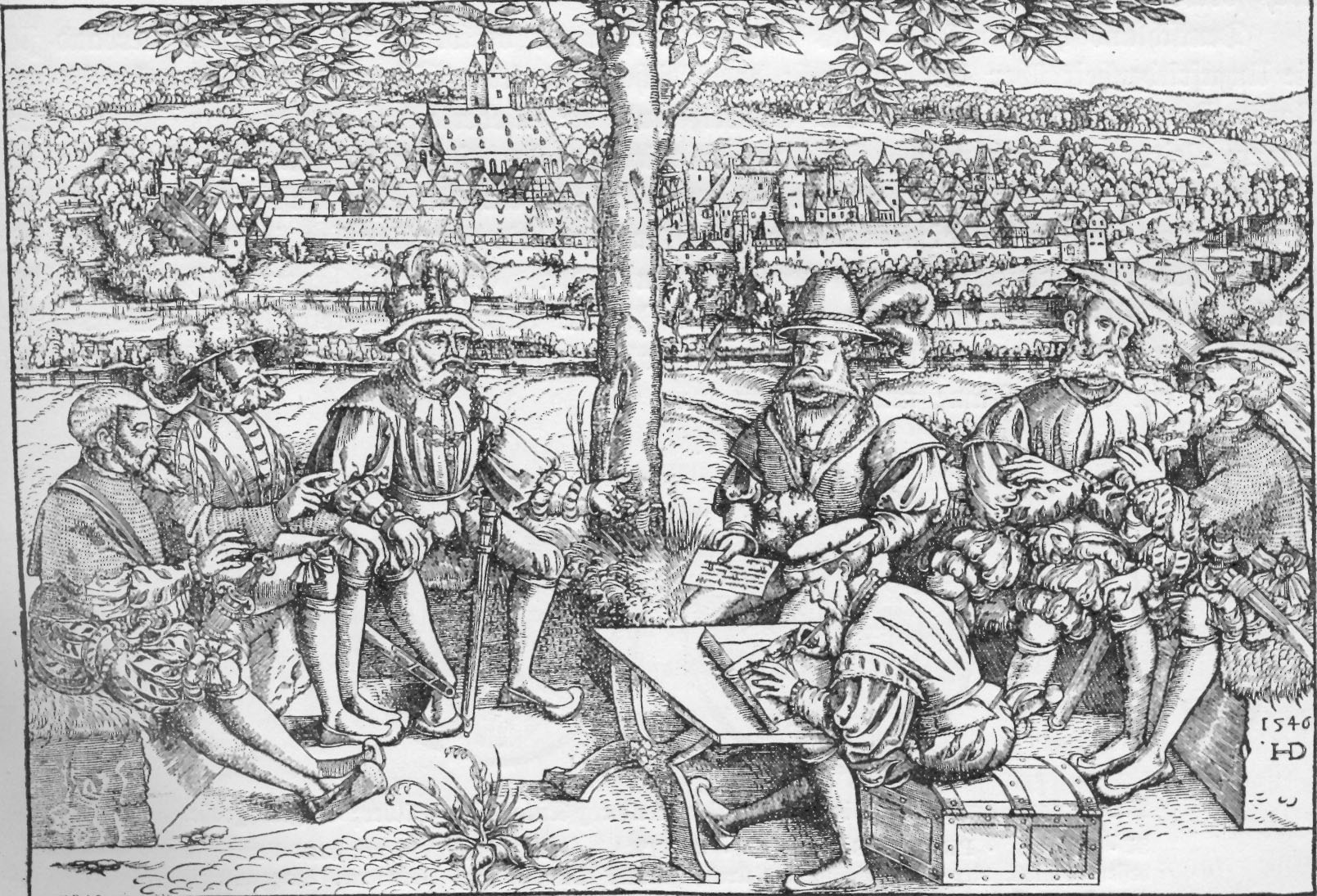
Válečná rada v období Šmalkaldské války

Nesvornost v protestantském táboře dovolovala Karlovi, aby se dobře připravil, nicméně spojenci měli na počátku války značnou přesilu. Polní velitel Sebastian Schertlin von Burtenbach (též Schärtlin) manévroval s vojskem hornoněmeckých měst podél Dunaje, aby zavřel cestu císařskému vojsku táhnoucímu z Itálie. Nesvornost vrchních velitelů ale zmařila plány tohoto výborného vojevůdce, takže Karlovi byla zbytečně poskytnuta příležitost, aby soustředil italské vojsko na Dunaji a přivolal také pomoc z Nizozemska. Po zprávě, že na území kurfiřta Jana Fridricha vpadl Mořic Saský, vrátil se saský kurfiřt na sever následovaný ostatními spojenci. Tím se celé šmalkaldské vojsko rozešlo.
Zatímco spojenci v jižním Německu prosili císaře za mír, Jan Fridrich vypudil Mořice ze svých zemí a opanoval i jeho vlastní území. Severoněmečtí spojenci stáli věrně při něm. V Čechách se pokoušeli přispět mu na pomoc protestantští stavové. Spojení s kurfiřtem navázaly i Francie a Anglie. 
Nicméně Karel V. porazil spolkové vojsko u Mühlberka (24. dubna 1547). Jan Fridrich byl zajat, lankrabí Filip se rovněž vzdal a byl pak držen v zajetí. Severoněmečtí členové spolku kromě Magdeburgu a Brém se rovněž vzdali císaři, takže spolek úplně zanikl.

## Druhá válka 1552

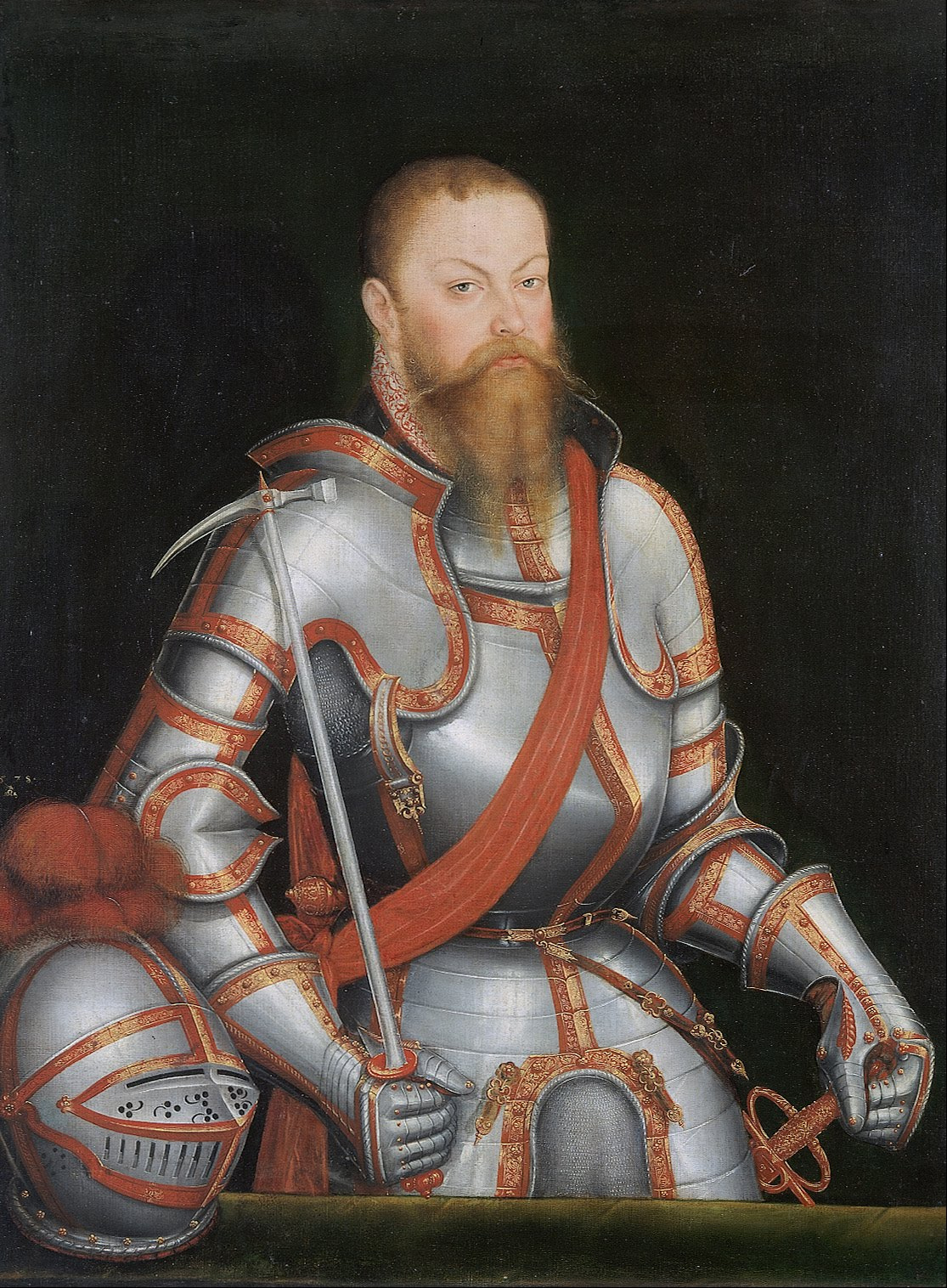
Portrét Mořice Saského od Lucase Cranacha

V roce 1552 rozpoutal druhou šmalkaldskou válku proti císaři jeho spojenec Mořic Saský, nyní již jako saský kurfiřt. Zúčastnily se jí tytéž protestantské státy ze zrušeného Šmalkaldského spolku, jako byly Sasko a Hesensko. Nově se do války zapojilo také Prusko, nalézající se mimo Svatou říši římskou. Válka trvala jen krátce od března do srpna a skončila ve prospěch protestantských knížat Pasovským mírem a Augsburským mírem a anexí třech říšských biskupství Francií, která stála na straně protestantských knížat, čímž vzniklo Trojbiskupství.